# Good Riddance
I Good Riddance sono un gruppo musicale hardcore punk statunitense, formatosi a Santa Cruz, in California, nel 1986.

## Storia
Ancorati a sonorità californiane mostrano però un'attitudine e influenze tipicamente old school, ma melodiche, si fanno promotori di una denuncia di carattere sociopolitico schierata che dribbla la retorica e i luoghi comuni per approdare a una visione molto personale della società e dei mali del mondo. Parte del gruppo aderisce, inoltre, alla filosofia straight edge. 
Leader del gruppo è Russ Rankin e, nel corso della sua storia, il gruppo ha mostrato di saper conciliare lo skate punk old school con il melodic hardcore punk californiano. Nell'aprile 2007, tuttavia, decide di sciogliersi dopo un'ultima serie di tre concerti in California, destinati alla registrazione di un album dal vivo, per dedicarsi alle proprie famiglie e a nuovi progetti.
Nel febbraio 2012 il gruppo annuncia ufficialmente di essersi riunito.

## Formazione
- Russ Rankin - voce
- Luke Pabich - chitarra
- Chuck Platt - basso
- Sean Sellers - batteria

## Discografia parziale

### Album in studio
- 1995 - For God and Country (Fat Wreck Chords)
- 1996 - A Comprehensive Guide to Moderne Rebellion (Fat Wreck Chords)
- 1998 - Ballads from the Revolution (Fat Wreck Chords)
- 1999 - Operation Phoenix (Fat Wreck Chords)
- 2001 - Symptoms of a Leveling Spirit (Fat Wreck Chords)
- 2002 - Cover Ups (Lorelei Records)
- 2003 - Bound by Ties of Blood and Affection (Fat Wreck Chords)
- 2006 - My Republic (Fat Wreck Chords)
- 2015 - Peace in Our Time (Fat Wreck Chords)
- 2019 - Thoughts and Prayers (Fat Wreck Chords)

### Album dal vivo
- 2008 - Remain in Memory - The Final Show (Fat Wreck Chords)

### Raccolte
- 2010 - Capricorn One: Singles & Rarities (Fat Wreck Chords)

### EP
- 1990 - Loaded for Bear
- 1993 - Gidget (Little Deputy Records)
- 1994 - Decoy (Fat Wreck Chords)
- 2000 - The Phenomenon of Craving (Fat Wreck Chords)
- 2001 - Good Riddance/Kill Your Idols Split EP (split con Kill Your Idols e Jade Tree Records)

### Apparizioni
- 1999 - AA.VV. A Compilation of Warped Music II
- 2006 - AA.VV. Warped Tour 2006 Tour Compilation